# Rheinfelden (distrikt)
Rheinfelden är ett distrikt i kantonen Aargau, Schweiz.

## Geografi

### Indelning
Rheinfelden är indelat i 14 kommuner:
- Hellikon
- Kaiseraugst
- Magden
- Mumpf
- Möhlin
- Obermumpf
- Olsberg
- Rheinfelden
- Schupfart
- Stein
- Wallbach
- Wegenstetten
- Zeiningen
- Zuzgen